# 대치동
대치동(大峙洞)은 대한민국 서울특별시 강남구에 있는 법정동이다. 법정동 대치동은 행정동 대치1동, 대치2동, 대치4동으로 나뉘어있다. 이 문서는 행정동을 중심으로 서술한다.
동쪽은 탄천과 양재천을 경계로 일원2동, 송파구 잠실2동, 잠실7동, 잠실본동과 접하고, 서쪽은 도곡2동, 역삼2동, 남쪽은 양재천을 경계로 개포1동, 개포2동, 북쪽은 삼성1동, 삼성2동과 이웃하고 있다.

## 행정 구역
| 법정동 | 행정동  |
| ------ | ------- |
| 대치동 | 대치1동 |
| 대치동 | 대치2동 |
| 대치동 | 대치4동 |

## 역사
대치동은 조선시대에 있던 자연부락 마을인 한티 마을을 한자로 한 것에서 유래한다. 자연마을로 한티를 비롯하여 움말, 오달짝, 새말, 능안말, 중간말, 세촌, 아랫말 등이 있었으나, 현재는 도시개발로 흔적도 찾아볼 수 없다.
1962년까지는 경기도 광주군 언주면에 속하였으나 1963년 서울로 편입되었다. 2009년 3월 1일 대치2·3동이 대치2동으로 합병되었다.

## 특징
공·사교육에 있어서 높은 수준의 시설이 많아 '교육 1번지'로 불린다. 1970년대부터 1980년대 사이에 경기고등학교·서울고등학교·휘문고등학교·단국대학교사범대학부속고등학교·세화여자고등학교·진선여자고등학교·숙명여자고등학교 등 여러 명문 학교가 강남·서초구 일대, 더 구체적으로는 대치동 인근에 자리잡으면서 소위 '강남 8학군'을 형성하였다.
강남 8학군에 속한 학교들은 1980년대에 고교평준화 정책이 시행된 때부터 1992년에 외국어고·과학고 등 특수목적고가 떠오를 때까지 전성기를 누렸다. 이후 명문고들과 교육열 높은 학부모들을 따라 학원들이 몰려오고 특목고, 자사고, 국제중 등의 인기가 높아지면서 현재는 입시 사교육의 중심지가 되었다. 실제로 강남구에 있는 학원 및 교습소 2,144개 중 절반 정도인 1,091개가 대치동에 위치해 있다. 다만 2010년대에는 정부의 사교육 억제 조치로 사교육 업체들의 수익성이 악화되었다고 분석된다.

## 공공 기관
- 도로교통공단 강남운전면허시험장
- 고용노동부 강남지청

## 철도
- ● 수도권 전철 수인·분당선 : (청량리 방향) ← 선릉역 - 한티역 - 도곡역 → (수원 방향)
- ● 서울 지하철 2호선 : (사당 방향) ← 선릉역 - 삼성역 → (건대입구 방향)
- ● 수도권 전철 3호선 : (대화 방향) ← 도곡역 - 대치역 - 학여울역 → (오금 방향)

## 주거
| 단지명                 | 건설사              | 시행사                                      | 주소              | 입주       | 비고                 |
| ---------------------- | ------------------- | ------------------------------------------- | ----------------- | ---------- | -------------------- |
| 대치삼성               |                     |                                             |                   |            |                      |
| 래미안 대치 하이스턴   | 삼성물산㈜ 건설부문 |                                             |                   |            |                      |
| 래미안 대치 팰리스     | 삼성물산㈜ 건설부문 |                                             |                   |            |                      |
| 대치 아이파크          | 현대산업개발        | 대치도곡제2아파트 재건축조합                | 강남구 선릉로 222 | 2008년 6월 | 도곡주공2단지 재건축 |
| 대치 푸르지오 써밋     | 대우건설            | 대치동구마을 제1지구 재건축정비사업조합     |                   |            |                      |
| 대치현대               | 현대건설            | 신해청아파트 재건축조합                     |                   |            |                      |
| 디에이치 대치 에델루이 | 현대건설            | 대치동구마을 제3지구 주택재건축정비사업조합 |                   |            |                      |
| 대치 르엘              | 롯데건설            | 대치제2지구 주택재건축정비사업조합          |                   |            |                      |
| 대치 센트레빌          | 동부건설            | 대치주공고층아파트 재건축조합               |                   |            |                      |